# کلاینریندرفلد
کلاینریندرفلد (به آلمانی: Kleinrinderfeld) یک شهر در آلمان است که در Würzburg واقع شده‌است.